# Gourdigou Kolani
Gourdigou Kolani, né le 20 novembre 1958 à Naki-Est, est un homme politique, ingénieur en conception agronome et phytopharmacien togolais.

## Carrière politique
De 2010 à 2013, Gourdigou Kolani est ministre délégué auprès du ministre de l'Agriculture, de l'Élevage et de la Pêche, chargé des Infrastructures rurales dans le deuxième gouvernement de Gilbert Fossoun Houngbo puis dans celui de Kwesi Ahoomey–Zunu.
Depuis septembre 2013, il est ministre de la Fonction publique dans le deuxième gouvernement de Kwesi Ahoomey–Zunu.